# 特亚 (巴塞罗那省)
特亚，是西班牙加泰罗尼亚巴塞罗那省的一个市镇。总面积7平方公里，总人口5450人（2001年），人口密度779人/平方公里。